# James Hatton

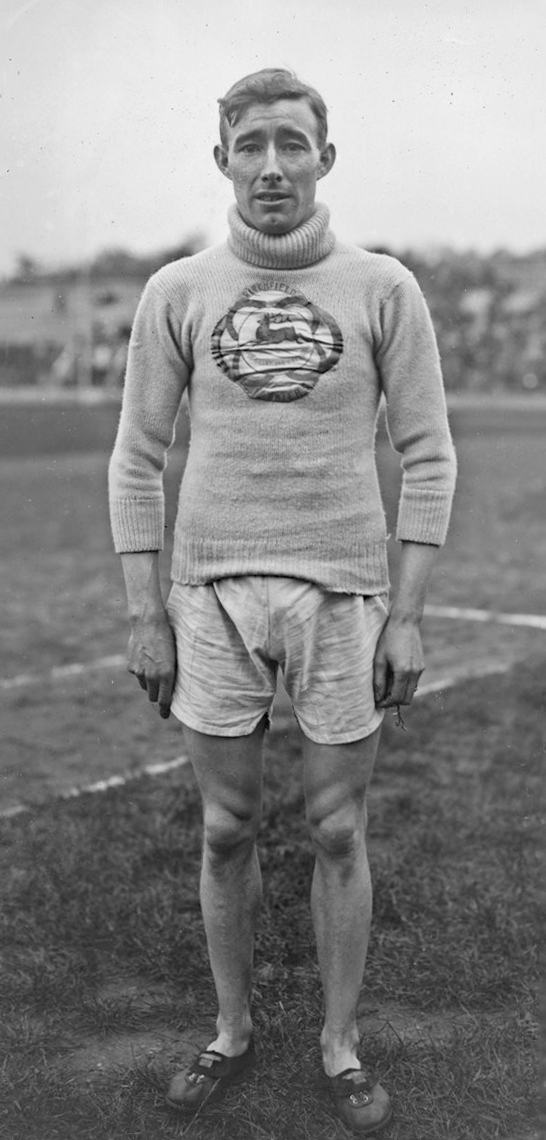
James Hatton, 1922

James Hatton (* 1897 in Retford, Nottinghamshire; † unbekannt) war ein britischer Langstreckenläufer.
Bei den Olympischen Spielen 1920 in Antwerpen wurde er über 10.000 m Fünfter. Im 3000-Meter-Mannschaftslauf gehörte er zum britischen Team, das Silber gewann, und lieferte mit der Einzelplatzierung 10 ein Streichresultat ab.